# Ghép kênh

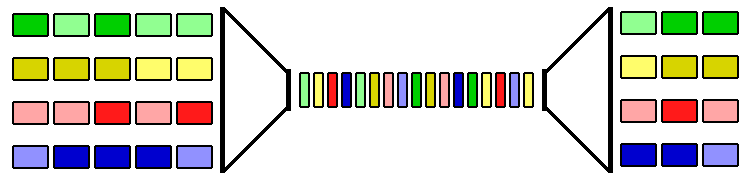
Ghép kênh phân chia thời gian

Trong viễn thông, ghép kênh là quá trình ghép nhiều tín hiệu (hoặc chuỗi dữ liệu) thành một tín hiệu (hoặc chuỗi dữ liệu) để truyền đi xa nhằm tiết kiệm tài nguyên, tăng hiệu suất kênh truyền. Thiết bị thực hiện việc này gọi là bộ ghép kênh, ở đầu thu bộ tách kênh thực hiện việc tách các kênh này ra và phân đến đúng đầu nhận.
Ví dụ: trong mỗi 125 µs, 30 mẫu thoại của 30 cuộc gọi điện thoại khác nhau được ghép theo một trật tự thành một khung và truyền đi, ở đầu nhận, các mẫu thoại sẽ tách được ra và đưa đến đúng người nghe.
Hai dạng ghép kênh cơ bản là ghép kênh phân chia thời gian (TDM) và ghép kênh phân chia tần số (FDM).
Trong thông tin quang, ghép kênh phân chia bước sóng (WDM) cũng chính là ghép kênh phân chia tần số.